# SABS
Південноафриканське бюро стандартів (SABS) є південноафриканським законодавчим органом, який був створений відповідно до Закону про стандартизацію (Закон № 24 1945 року) і продовжує діяти у відповідності до останньої редакції Закону про стандартизацію (Закон № 29 від 2008 року) як національний заклад з поширення і підтримки стандартизації, якості товарів та надання послуг.
Як національний орган із стандартизації, SABS несе відповідальність за підтримання бази даних в Південно-Африканській республіці більше 6500 національних стандартів, а також за розробку нових стандартів та перегляду, зміни або зняття існуючих стандартів за необхідності.
На міжнародному рівні експерти SABS представляють інтереси ПАР в розробці міжнародних стандартів, через їхню взаємодію з органами, такими як Міжнародна організація із стандартизації (ISO) і Міжнародна електротехнічна комісія (IEC).На регіональному рівні в даний час SABS утримує Піденноафриканське співтовариство з питань розробки та кооперації в сфері стандартизації SADCSTAN, базу стандартизації для організації Південноафриканського співтовариства винахідників SADC, яка служить для розвитку 14 націй ПАР.
SABS Commercial (Pty) Ltd, самофінансований підрозділ всередині SABS, пропонує сертифікацію, тестування, інспекцію та інші послуги, в основному промисловості. Крім пропозиції сертифікації та тестування продукції відповідно до вимог Національних стандартів ПАР (SANS) здійснює свою власну схему сертифікації продукту — SABS Mark of Approval (знак затвердження), запевняючи покупців, що продукція безпечна, підходить для призначення і гарантує відшкодування у випадку невідповідності вимогам.
Історично склалося так, що SABS також зробив певні регулюючі функції від імені ПАР. Згідно з найкращою міжнародною практикою, ця регулююча функція була відділена від організацій стандартизації та сертифікації після оприлюднення нового Закону про стандартизацію та Закону з національної регуляції обов'язкової сертифікації у вересні 2008 року. Під цими новими законами, колишній підрозділ SABS був розділений, щоб сформувати Національний регулятор обов'язкової сертифікації (NRCS), нову організацію, яка також перебуває при Департаменті торгівлі і промисловості.
Для поліпшення своїх пропозицій послуг та з огляду на потреби клієнтів, SABS також реструктуризувало свої комерційні послуги на сім кластерів промисловості:
- хімічний;
- електро-технічний;
- їжа та здоров'я;
- механіка та матеріали;
- видобуток корисних копалин;
- послуги;
- транспорт.

Ця перебудова служила для забезпечення більш точних, спеціалізованих послуг промисловості поряд з покращеними термінами проведення робіт.
Штаб-квартира SABS в Groenkloof, Pretoria, також є офіси в Durban, Cape Town, Port Elizabeth та East London.
SABS розробляє близько 500 стандартів щороку.
Згідно із звітом, протягом 2014 року дохід організації склав 516 766 раундів, при тому, що у 2008 році він склав лише 318 350 руандів
SABS і сертифікація, яку він проводить, є акредитованими у Південноафриканській національній системі акредитації (SANAS) і Радою з акредитації (RvA) Нідерландів.
Аудитори SABS є суб'єктами строгих правил (які викладені ISO / IEC 17021 та ISO / IEC TS на аудит систем якості).
Серед досягнень організації варто виділити те, що вона займалась розробкою та впровадженням нового стандарту ISO 50001 (системи управління енергетичної ефективності) який відкриває нові можливості у напрямку енергетики.
SABS забезпечує платформу для якості послуг і продуктів, які є ключовою потребою в середовищі з ростом конкуренції.